# Marmorsäule auf dem Amselfeld
Die Marmorsäule auf dem Amselfeld wurde im Frühjahr 1404 von Stefan Lazarević mit einem Text zur Glorifizierung seines damals schon heiliggesprochenen Vaters Lazar Hrebeljanović auf dem ehemaligen Schlachtfeld des Amselfeldes aufgestellt. Die Marmorsäule stand bis zur zweiten Hälfte des 15. Jahrhunderts und war neben der osmanischen Murat-Türbe zentrales Erinnerungsbauwerk der Schlacht auf dem Gazimestan. Der Text der Säule wurde in den Aufzeichnungen des Konstantin Mihailović aus Ostrovica überliefert.

## Kulturhistorischer Hintergrund
Die Aufstellung der Säule erfolgt in einer Phase des Aufstiegs des serbischen Despotats von einem osmanischen Vasallenstaat zu einem wiedererstarkten serbischen Reich. Durch den osmanischen Bürgerkrieg in Nachfolge der katastrophalen Niederlage in der Schlacht bei Ankara erblühte im Fürstentum Stefan Lazarevićs Wirtschaft, Kultur und Stadtrecht.
Durch einen Aufschwung des Bergbaus konnten nicht nur zahlreiche Klöster gestiftet werden, auch die neue Residenzstadt Belgrad sowie die zentrale Bergbaustadt Novo Brdo wurden zu zentralen Orten im Despotat. Von Novo Brdo aus vollendeten Steinmetzkünstler die zahlreichen Ornamente und Friesfassaden der Morava-Schule und in Belgrad begann sich am Hof des Despoten Stefan ein literarisches Zentrum zu bilden, in dem sowohl Schrift und Sprache der serbischen Kultur eine entscheidende Bereicherung erfuhren und das bedeutendste, slawische mittelalterliche Werk der Balkanhalbinsel hinterließen. Die Vollendung einer eigenen serbischen Literaturgattung, die Herrscherbiographie und Hagiographie verband, erreichte in der Vita Stefan Lazarevics von Konstantin Kostenecki ihr stilistisches Meisterwerk Reife.
Von diesem Kontext aus entwickelte sich seit dem späten 14. Jh. die reiche und sprachlich vielfältige Literatur, in der als Ausnahme Stefan Lazarevic selbst als Dichter hervortrat und von dem der Text der Marmorsäule auf dem Amselfeld stammt.

## Geschichte
Während sich die Legendenbildungen um die Schlacht am Amselfeld und die Heroen zum serbischen Nationalmythos entwickeln, entstand eine reiche, oral tradierte Epenbildung, die im serbischen Volk und benachbarten Regionen über Jahrhunderte fortwährte. Diese literarische Auseinandersetzung begann zum einen mit den mehr oder minder exakten historischen Annalen der Zeit, wurde aber schon früh in poetischen und biographischen Kontexten weiter verarbeitet.
So ging von Stefans Hof selbst ein literarischer Kult um die Amselfeldschlacht aus, in der der Souverän und Heerführer Lazar eine religiöse Glorifizierung erfuhr. Neben Stefans 1403–1404 verfassten Andenken an seinen Vater (Pohvalno slovo svetome i mnogomučeniku Hristovu Lazaru), in dem dieser Lazar in einer feierlichen und glorreichen Art unter zu Hilfe symbolischer Allusionen verewigte, kündete die Marmorsäule als zentrales bildliches und literarische Zeugnis von dieser Verherrlichung.
Von der Marmorsäule und ihrer Inschrift erfahren wir durch Konstantin aus Ostrovitza, ein Serbe bzw. Raitze, den die Osmanen 1455 in Novo Brdo gefangen nahmen und der sich später an den Hof von Matthias Corvinus retten konnte. Nach ihm wurde der Fürst gefangen genommen und Stelle seiner Gefangennahme die Marmorsäule errichtet: Dort wo Lazar neben einer naher Muttergotteskirche mit Namen Samodreže gefangen genommen wurde, auf diesem Platz wurde eine hohe marmorne Säule zum Zeichen des Platzes der Gefangennahme Fürst Lazars aufgestellt.

## Text
Auf der Marmorsäule beschrieb ein längerer Text in direkter Art den Fürsten Lazar und seine Gefolgsleute in der Schlacht. Der als eigentliches Epitaph abgefasste Text feierte den großen Fürsten in einer feierlichen rhetorischen Erzählung als „Wunder der Erde“ und „Herren der Serben“ und beschrieb durch drastische und heroische Intonation das Ereignis der Schlacht: Der Beginn dieser Inschrift folgte antiker Manier:

„Wanderer, du, der du über das serbische Land gehst, egal woher du kommst, fremder oder einheimischer, betritts du dieses Feld, das sich Amselfeld nennt, dann wirst du auf diesem die Gebeine der Toten erblicken, und auch eine steinerne, kreuzartige Säule vorfinden, die geschmückt und sich inmitten des Feldes aufrecht erhebt.“

| Kirchenslawischer Text | Deutsche Übersetzung |
| --- | --- |
| Човече који српском земљом ступаш,/ било да си дошљак или овдашњи,/ ма ко да си и ма шта да си,/ када дођеш на поље ово,/ које се зове Косово,/ по свему ћеш угледати пуно костију мртвих, те са њима и камену природу,/ мене крстозначног као стег,/ видећеш како посред поља управно стојим./ Да не проминеш и да не превидиш/ као нешто залудно и ништавно,/ но молим те, приђи и приближи се мени, о љубими,/ и размотри речи које ти преносим,/ и из тога ћеш разумети због ког узрока/ и како и зашто ја стојим овде,/ јер истину ти говорим,/ ништа мање од живога,/ да ћу вам изнети у суштини све што се збило./ Овде негда бејаше велики самодржац,/ чудо земаљско и рига српски,/ звани Лазар, кнез велики,/ побожности непоколебими стуб,/ доброразумља пучина и мудрости дубина,/ огњени ум и заштитник странаца,/ хранитељ гладних и миловање ништих,/ скрбних миловање и утешитељ,/ који воли све што хоће Христос,/ коме иде сам по својој вољи/ и са свима својим безбројним мноштвом,/ колико је под руком његовом./ Мужеви добри, мужеви храбри,/ мужеви, ваистину, у речи и у делу/ који се блистају као звезде светле,/ као земља цветовима шареним,/ одевени златом и камењем драгим украшени,/ многи коњи изабрани и златоседлани,/ сведивни и красни коњаници њихови./ Свеплеменитих и славних/ као какав добри пастир и заштитник,/ мудро приводи духовне јагањце/ да у Христу добро скончају/ и приме мучења венац/ и вишње славе учесници буду./ И тако сложно велико безбројно мноштво/ скупа с добрим и великим господином,/ добром душом и вером најтврђом,/ као на красну дворану и многомирисану храну/ на непријатеља се устремише/ и праву змију згазише/ и умртвише дивљу звер и великог противника/ и неситога ада свејадца,/ велим Амурата и сина његова,/ аспидин и гујин пород,/ штене лавово и василсково,/ па са њима и не мало других./ О чудеса Божијих судбина,/ ухваћен би храбри страдалац/ безаконим агаренским рукама/ и крај страдању добро сам прима/ и мученик Христов постаје/ велики кнез Лазар./ Не посече га нико други, о љубими,/ до сама рука тога убице, сина Амуратова,/ И све ово речено сврши се/ лета 6897 (1389), индикта 12, месеца 15, у дан уторак,/ а час је био шести или седми,/ не знам, Бог зна./ | Wanderer, du, der du über das serbische Land gehst,/ egal woher du kommst,/ fremder oder einheimischer,/ betrittst du dieses Feld,/ das sich Amselfeld nennt,/ dann wirst du auf diesem die Gebeine der Toten erblicken, zwischen den Felsen/ und mich, eine steinerne kreuzartige Säule,/ wirst du inmitten des Feldes aufrecht erhoben stehen sehen./ |

(Die Jahresangabe 6897 entspricht im griechisch-byzantinischen Kalender dem Jahr 1389).